# Кале-Намак-Кур
Кале-Намак-Кур (перс. كله نمك كور) — село в Ірані, у дегестані Седе, у Центральному бахші, шахрестані Ерак остану Марказі. За даними перепису 2006 року, його населення становило 381 особу, що проживали у складі 113 сімей.

## Клімат
Середня річна температура становить 11,53 °C, середня максимальна – 30,66 °C, а середня мінімальна – -10,14 °C. Середня річна кількість опадів – 272 мм.
| Клімат поселення                              | Клімат поселення | Клімат поселення | Клімат поселення | Клімат поселення | Клімат поселення | Клімат поселення | Клімат поселення | Клімат поселення | Клімат поселення | Клімат поселення | Клімат поселення | Клімат поселення | Клімат поселення |
| Показник                                      | Січ.             | Лют.             | Бер.             | Квіт.            | Трав.            | Черв.            | Лип.             | Серп.            | Вер.             | Жовт.            | Лист.            | Груд.            |                  |
| Середній максимум, °C                         | 6,30             | 7,69             | 11,70            | 18,09            | 23,44            | 29,22            | 30,66            | 30,49            | 25,70            | 19,42            | 12,23            | 6,97             |                  |
| Середня температура, °C                       | −1,94            | −0,54            | 3,47             | 9,87             | 15,21            | 21,00            | 24,97            | 24,79            | 20,01            | 13,71            | 6,52             | 1,28             |                  |
| Середній мінімум, °C                          | −10,14           | −8,77            | −4,74            | 1,64             | 6,98             | 12,76            | 19,27            | 19,10            | 14,31            | 8,02             | 0,83             | −4,42            |                  |
| Норма опадів, мм                              | 40               | 38               | 49               | 35               | 30               | 5                | 1                | 1                | 0                | 8                | 26               | 39               |                  |
| Середньомісячна швидкість вітру, м/с          | 1.88             | 2.48             | 2.99             | 3.01             | 2.53             | 2.40             | 2.35             | 2.25             | 2.25             | 2.13             | 1.75             | 1.96             |                  |
| Середньомісячна сонячна радіація, кДж/м²·день | 9196             | 12362            | 15016            | 18378            | 22438            | 27013            | 25934            | 24224            | 21260            | 15769            | 11022            | 8947             |                  |
| --------------------------------------------- | ---------------- | ---------------- | ---------------- | ---------------- | ---------------- | ---------------- | ---------------- | ---------------- | ---------------- | ---------------- | ---------------- | ---------------- | ---------------- |
| Джерело:                                      |                  |                  |                  |                  |                  |                  |                  |                  |                  |                  |                  |                  |                  |